# Xã Hendrum, Quận Norman, Minnesota
Xã Hendrum (tiếng Anh: Hendrum Township) là một xã thuộc quận Norman, tiểu bang Minnesota, Hoa Kỳ. Năm 2010, dân số của xã này là 95 người.